# Ройкув (Мазовецьке воєводство)
Ройкув (пол. Rojków) — село в Польщі, у гміні Посвентне Воломінського повіту Мазовецького воєводства.
Населення — 213 осіб (2011).
У 1975-1998 роках село належало до Седлецького воєводства.

## Демографія
Демографічна структура станом на 31 березня 2011 року:
|          | Загалом | Допрацездатний вік | Працездатний вік | Постпрацездатний вік |
| -------- | ------- | ------------------ | ---------------- | -------------------- |
| Чоловіки | 98      | 23                 | 66               | 9                    |
| Жінки    | 115     | 25                 | 67               | 23                   |
| Разом    | 213     | 48                 | 133              | 32                   |